# Kolovník zašpičatělý
Kolovník zašpičatělý (Cola acuminata), česky též kola zašpičatělá, je strom z čeledi slézovitých (Malvaceae), kde je zařazen v podčeledi lejnicových (Sterculioideae). Roste převážně v západní Africe. Kolovník obsahuje přes 50 druhů, nejvýznamnější jsou kolovník zašpičatělý a kolovník lesklý, které se pěstují pro kolová semena, která jsou dodnes vysoce ceněna.

## Historie a výskyt
Kolová semena jsou na některých územích Afriky používána jako místní platidlo. Muslimové považují kolová semínka za posvátná. Kolovník pochází ze střední a západní Afriky, kde roste v deštných pralesích. Pěstuje se v Nigérii, Súdánu, Americe a dále se jeho pěstování rozšířilo do Mexika a Brazílie. Vyskytuje se i v Asii a jižních tropických oblastech Indie.

## Popis
Kolovník zašpičatělý je strom, který měří 15 až 20 m. Připomíná vzhledem kaštan koňský. Má oválné, kožovité, 20 cm dlouhé a 7 cm široké listy. Čepel listů je kadeřavá, řapík má přibližně 4 cm. Květy jsou jedno- nebo oboupohlavné. Kvetou bíle, jsou seskupené do hroznů, které vyrůstají na starších větvích. Samičí květy jsou o něco málo větší než květy samčí. Plody kolovníku jsou podlouhlé (20–22 cm dlouhé) měchýřky. Zralé jsou nahnědlé. Mladé měchýřky jsou složené do kulovitého útvaru. Bývá jich 5. Každý obsahuje 5–13 semen. Osemení je bílé a má sladkokyselou chuť. Vnitřek obsahuje zárodek s 3–5 načervenalými dělohami, které jsou nahořklé.

## Složení
Semena obsahují převážně škrob, dále v menším množství theobromin, kofein, třísloviny, silice a barvivo kolová červeň. Vysoký obsah škrobu a povzbuzujícího kofeinu je příčinou, že kolovníková semena jsou vyhledávána domorodci. Semeno se suší na slunci, až z něj zbude jen tvrdý kolový oříšek, který domorodci krájejí na kolečka. Nejprve má nahořklou a později nasládlou chuť. Tiší také žízeň.

## Použití
Na příklad v 19. století. Tehdy americký lékárník John Pemberton uvedl na trh nápoj obsahující víno a výtažky z kokainovníku pravého a kolovníku lesklého. Při prohibici ve 30. letech 20. století bylo víno nahrazeno sodou a nápoj nazván Coca-Cola. Avšak i prodej tohoto nápoje byl zakázán, neboť se u něj prokázaly narkotické účinky kokainu. V dnešní době Coca-Cola už obsahuje jen výtažky z koky bez kokainu. V roce 1935 pak německá čokoládovna Hildebrand uvedla na trh energetickou čokoládu Scho-ka-kola, v níž byl jednou z hlavních složek výtažek z kolového oříšku. Tato čokoláda se vyrábí dodnes. Dnes se kolovník používá hlavně ve farmaceutickém průmyslu pro výrobu povzbuzujících preparátů (kolové víno, kolové tabletky). V potravinářském průmyslu se používají při výrobě osvěžujících nápojů a některých energetických čokolád. Mezi černými domorodci v severní Africe je zvyk žvýkání kolových oříšků značně rozšířen.